# Субару Парк
«Тален Енерджі Стедіум» (англ. Talen Energy Stadium) — футбольний стадіон у місті Честер, Пенсільванія, США, домашня арена ФК «Філадельфія Юніон».
Стадіон побудований протягом 2008—2010 років та відкритий 27 червня 2010 року.
Потужність арени становить 18 500 глядачів під час футбольних матчів та 26 000 — під час концертних заходів.